# Лахушди
Лахушди (груз. ლახუშდი) — село в Грузии, на территории Местийского муниципалитета края (мхаре) Самегрело-Верхняя Сванетия.

## География
Село находится в северо-западной части Грузии, на правом берегу реки Ингури, на расстоянии приблизительно 6 километров (по прямой) к юго-западу от посёлка городского типа Местиа, административного центра муниципалитета. Абсолютная высота — 1337 метров над уровнем моря.

## Население
По результатам официальной переписи населения 2014 года в Лахушди проживало 84 человека (47 мужчин и 37 женщин). В национальной структуре населения грузины составляли 100 %.
| Год  | Население, человек |
| ---- | ------------------ |
| 2002 | 61                 |
| 2014 | ↗ 84               |